# Telmatoscopus bartolii
Telmatoscopus bartolii är en tvåvingeart som först beskrevs av Salamanna 1974.  Telmatoscopus bartolii ingår i släktet Telmatoscopus och familjen fjärilsmyggor. Inga underarter finns listade i Catalogue of Life.